# Quadring
Quadring est une paroisse civile et un village du Lincolnshire, en Angleterre.